# Казалдуни
Казалдуни (итал. Casalduni) је насеље у Италији у округу Беневенто, региону Кампанија.
Према процени из 2011. у насељу је живело 512 становника. Насеље се налази на надморској висини од 306 м.

## Становништво
| 1951. | 1961. | 1971. | 1981. | 1991. | 2001. | 2011. |
| ----- | ----- | ----- | ----- | ----- | ----- | ----- |
| 2.765 | 2.269 | 1.660 | 1.653 | 1.595 | 1.602 | 1.474 |